# Бирманская Википедия
Бирманская Википедия (бирм. မြန်မာဝီကီပီးဒီးယားမြန်မာဝီကီပီးဒီးယား mjəmà wɪkɨˈpiːdiə) — раздел Википедии на бирманском языке. Начала работу в июле 2004 года.
Бирманская Википедия по состоянию на 16 июля 2025 года содержит 109 339 статей, 130 123 зарегистрированных пользователей, 5 администраторов. Общее количество страниц в бирманской Википедии — 255 325, правок — 881 889, загруженных файлов — 2914. Глубина (уровень развития языкового раздела) бирманской Википедии очень мала и составляет всего 6,2 пунктов.

## История

### Хронология
- 2004: бирманская Википедия начала работу.
- 2008: быстрый рост объёма.
- 2010: в Бангкоке (Таиланд) прошел первый википедийный семинар с участием представителей Фонда Викимедиа, местных и международных экспертов по стандарту юникод, а также бирманских википедистов.
- 2012: бирманская Википедия представлена на BarCamp Янгон.

### События и презентации
2010 года Ассоциация компьютерных профессионалов Мьянмы запустила Wikipedia Myanmar project, целью которого является рост объёма Википедии.
В июне 2014 года сообщество бирманской Википедии провело свой первый семинар в Янгоне (Мьянма). Эта встреча состоялась при содействии компании Telenor, а её целью было привлечь новых волонтеров. Форум бирманской Википедии прошел в июле 2014 года в Дагонском университете. Его посетили более 2000 человек, включая студентов.

## Проблемы
Большинство бирманских пользователей Интернета использует шрифт Zawgyi, не полностью совместимый с юникодом, что затрудняет чтение бирманской Википедии.

## Ссылка
- Сайт бирманской Википедии
- Мобильный сайт бирманской Википедии